# 歧伞花
歧伞花（学名：Cymaria dichotoma）为唇形科歧伞花属下的一个种。

## 扩展阅读
- 維基物種上的相關：歧伞花